# Elezioni parlamentari in Colombia del 2014
Le elezioni parlamentari in Colombia del 2014 si tennero il 9 marzo per il rinnovo del Congresso della Repubblica (Camera dei rappresentanti e Senato della Repubblica).

## Risultati

### Camera dei rappresentanti
| Liste                                           | Voti       | %     | Seggi |
| ----------------------------------------------- | ---------- | ----- | ----- |
| Partito Sociale di Unità Nazionale              | 2 297 786  | 21,10 | 38    |
| Partito Liberale Colombiano                     | 2 022 093  | 18,57 | 39    |
| Partito Conservatore Colombiano                 | 1 884 706  | 17,31 | 28    |
| Centro Democratico                              | 1 355 358  | 12,44 | 19    |
| Cambiamento Radicale                            | 1 108 502  | 10,18 | 16    |
| Alleanza Verde (PV - MP)                        | 479 521    | 4,40  | 6     |
| Scelta Cittadina                                | 467 728    | 4,29  | 6     |
| Polo Democratico Alternativo                    | 414 346    | 3,80  | 3     |
| Movimento Indipendente di Rinnovamento Assoluto | 411 800    | 3,78  | 3     |
| Cento per Cento per la Colombia                 | 157 621    | 1,45  | 2     |
| Unione Patriottica                              | 99 414     | 0,91  | –     |
| Per una Huila Migliore                          | 73 573     | 0,68  | 1     |
| Autorità Indigene della Colombia                | 65 888     | 0,60  | 1     |
| Alleanza Sociale Indipendente                   | 46 789     | 0,43  | 1     |
| Movimento di Integrazione Regionale             | 4 440      | 0,04  | –     |
| Altri <0,01%                                    | 1 435      | 0,01  | –     |
| Circoscrizioni speciali                         | –          | –     | 3     |
| Totale                                          | 10 891 000 | 100   | 166   |

- Con riferimento alle circoscrizioni speciali: i 2 seggi spettanti alla circoscrizione Afro-descendientes furono assegnati alla Fundacion Ebano de Colombia (FUNECO); il seggio spettante alla circoscrizione Indigena fu assegnato al Movimiento Autoridades Indígenas de Colombia.

### Senato della Repubblica
| Liste                                           | Voti       | %     | Seggi |
| ----------------------------------------------- | ---------- | ----- | ----- |
| Partito Sociale di Unità Nazionale              | 2 268 911  | 19,12 | 21    |
| Centro Democratico                              | 2 113 347  | 17,81 | 20    |
| Partito Conservatore Colombiano                 | 1 973 009  | 16,63 | 18    |
| Partito Liberale Colombiano                     | 1 768 825  | 14,91 | 17    |
| Cambiamento Radicale                            | 1 006 260  | 8,48  | 9     |
| Alleanza Verde (PV - MP)                        | 567 102    | 4,78  | 5     |
| Polo Democratico Alternativo                    | 540 709    | 4,56  | 5     |
| Scelta Cittadina                                | 534 250    | 4,50  | 5     |
| Movimento Indipendente di Rinnovamento Assoluto | 334 836    | 2,82  | –     |
| Schede bianche                                  | 757 907    | 6,39  | –     |
| Circoscrizione Indígena                         | –          | –     | 2     |
| Totale                                          | 11 865 156 | 100   | 102   |